# Gravel and Tar Classic
La Gravel and Tar Classic è una corsa in linea maschile di ciclismo su strada che si tiene annualmente nella regione di Manawatū-Whanganui in Nuova Zelanda, nel mese di gennaio. 
La corsa è nata nel 2016 per la necessità di colmare il vuoto lasciato dal trasferimento della New Zealand Cycle Classic tenutasi per diverse edizioni nella regione di Manawatu-Wanganui. Durante le prime due edizioni la gara faceva parte del circuito delle granfondo e la distanza della corsa era all'incirca di 100 km, con partenza e arrivo a Palmerston North.
A partire dal 2018 fa parte del circuito UCI Oceania Tour, come evento di classe 1.2.
Dal 2019 viene organizzata una prova femminile, che si tiene lo stesso giorno.

## Albo d'oro
Aggiornato all'edizione 2024.
| Anno | Vincitore                                    | Secondo                                      | Terzo                                        |
| ---- | -------------------------------------------- | -------------------------------------------- | -------------------------------------------- |
| 2016 | Logan Griffin                                | Alex West                                    | Alexander Ray                                |
| 2017 | Robert Stannard                              | Alex West                                    | Glenn Haden                                  |
| 2018 | Ethan Berends                                | Michael Torckler                             | Hayden McCormick                             |
| 2019 | Luke Mudgway                                 | Ryan Christensen                             | Cyrus Monk                                   |
| 2020 | Hayden McCormick                             | Luke Mudgway                                 | Samuel Volkers                               |
| 2021 | Aaron Gate                                   | Luke Mudgway                                 | Ryan Christensen                             |
| 2022 | annullata a causa della pandemia di COVID-19 | annullata a causa della pandemia di COVID-19 | annullata a causa della pandemia di COVID-19 |
| 2023 | Ben Oliver                                   | James Fouché                                 | Paul Wright                                  |
| 2024 | Josh Burnett                                 | Boris Clark                                  | Tali Lane Welsh                              |